# Lionel Stander
Lionel Stander (The Bronx, 11 januari 1908 - Los Angeles, 30 november 1994) was een Amerikaans acteur. 

## Leven en werk

### Afkomst en debuutjaren
Stander werd geboren in een familie van Russisch-Joodse immigranten. Hij maakte zijn debuut op de bühne in 1928.
Op het witte scherm debuteerde Stander in 1932, in een korte film. Drie jaar later had hij zijn eerste langspeelfilm te pakken waarmee hij een vliegende start nam: het met de Oscar voor beste verhaal bekroonde drama The Scoundrel.  Hoogtepunten van die drukke beginjaren waren de komedie Mr. Deeds Goes to Town en het romantisch drama A Star Is Born, succesvolle films die meermaals werden genomineerd en eenmaal bedacht met Oscars.

### Voorkomen en typische rollen
Stander had een potig en brutaal voorkomen, vierkante kaken en grove gelaatstrekken, maar hij kon erg charmant zijn. Zijn schorre, norse, knorrende stem als een misthoorn vormde zijn hoofdtroef. Die stem maakte hem tot een veelgevraagd radioacteur.
Hij nam dikwijls de pose aan van harde jongen, de hard-boiled cynische en toch beminnelijke gangster of handlanger.

### Op de Zwarte Lijst
Stander was een politiek en sociaal geëngageerd man. Hij was overtuigd van de communistische ideologie en van het nut van een vakbond. Hij stond dan ook mee aan de wieg van de Screen Actors Guild, de acteursvakbond. 
In 1938 bestempelde Harry Cohn, filmproducent en het tyrannieke hoofd van Columbia Pictures, Stander als een 'Red son of a bitch' en hij bedreigde elke filmstudio die Standers contract zou hernieuwen, met een astronomische boete. Stander kreeg amper nog rollen aangeboden: waar hij in 1935-1936 nog goed was voor 15 films, verscheen hij in nog maar 6 films in 1937-1938. 
Samen met onder meer Humphrey Bogart en James Cagney verscheen Stander in 1940 als een der eersten voor het Dies Committee (de voorloper van het HCUA of HUAC) in verband met vermeende communistische activiteiten.
Tussen 1939 en 1943 werd hij amper gevraagd voor zes films, waarvan geen enkele geproduceerd werd door de grote filmmaatschappijen. In 1944-1945 werd hem nauwelijks filmwerk aangeboden. 
Gelukkig voor Stander verlegde het HUAC de accenten ten gevolge van de Tweede Wereldoorlog en kon hij aantreden in B-films tot het einde van de jaren veertig. Uitschieter was hier de screwball-komedie Unfaithfully Yours, een klassieker van het genre. 
Vanaf de late jaren veertig spitste het HUAC zich opnieuw toe op de filmwereld. Tijdens enkele hoorzittingen in 1951 werd Standers naam enkele keren vermeld, onder meer door acteur Marc Lawrence die beweerde dat Stander lid was van een communistische cel in Hollywood. Hij werd spoedig op de Zwarte lijst van Hollywood gezet, een reeks acteurs, regisseurs, scenarioschrijvers, musici, journalisten en anderen die omwille van hun communistische opvattingen uit Hollywood werden verbannen. Stander ervoer de gevolgen van de boycot tot in 1965. 

### Een tweede carrière in Europa
Stander overleefde door allerlei jobs aan te nemen. Zijn leven werd er pas beter op toen hij in 1964 uitweek naar Londen om er te acteren in een toneelstuk van Bertolt Brecht dat door Tony Richardson werd geregisseerd. Het jaar daarop vroeg Richardson hem deel uit te maken van de uitgebreide cast van zijn zwarte komedie The Loved One. De volgende jaren kon hij in het Verenigd Koninkrijk nog een aantal films draaien waarvan de tragikomische thriller Cul-de-sac en de spionagethriller A Dandy in Aspic de belangrijkste waren.
In diezelfde periode begon Stander in Italië te werken. Hij had er tussen 1968 en 1975 een ontzettend drukke carrière. Zijn eerste films, de komische kraakfilm Sette volte sette en  de klassieke spaghettiwestern Once Upon a Time in the West, openden de weg naar veel meer dergelijke genrefilms: heel wat (komische of dramatische) misdaadfilms (poliziottesco), meerdere avonturenfilms, spaghettiwesterns, commedias sexy all'italiana en komische films (waaronder werk van Nino Manfredi en Dino Risi).
Tussendoor trad hij ook aan in enkele andere Europese films. Aan het einde van de jaren zeventig werd Stander gevraagd door grote Amerikaanse regisseurs als Martin Scorsese  (New York, New York) en Steven Spielberg (1941).

### Televisie
Zijn meest vermeldenswaardige rol was die van de loyale butler en manusje-van-alles in de televisieserie Hart to Hart  (1979-1984). Hij won er een Golden Globe voor beste mannelijke bijrol in een televisieproductie mee in 1982.

### Privéleven
Stander trad zes keer in het huwelijk, de eerste keer in 1932, de laatste keer in 1972. Hij was de vader van zes dochters.
Stander overleed in 1994 op 86-jarige leeftijd aan longkanker.

## Filmografie (selectie)
- 1935 - The Scoundrel (Ben Hecht en Charles MacArthur)
- 1935 - Hooray for Love (Walter Lang)
- 1935 - Page Miss Glory (Mervyn LeRoy)
- 1935 - The Gay Deception (William Wyler)
- 1935 - I Live My Life (W.S. Van Dyke)
- 1936 - Soak the Rich (Ben Hecht en Charles MacArthur)
- 1936 - The Milky Way (Leo McCarey)
- 1936 - The Music Goes 'Round (Victor Schertzinger)
- 1936 - Mr. Deeds Goes to Town (Frank Capra)
- 1937 - A Star Is Born (William A. Wellman)
- 1938 - The Crowd Roars  (Richard Thorpe)
- 1939 - The Ice Follies of 1939 (Reinhold Schünzel)
- 1943 - Hangmen Also Die! (Fritz Lang)
- 1946 - The Kid from Brooklyn (Norman Z. McLeod)
- 1946 - Specter of the Rose (Ben Hecht)
- 1947 - The Sin of Harold Diddlebock (Preston Sturges)
- 1948 - Call Northside 777 (Henry Hathaway)
- 1948 - Unfaithfully Yours (Preston Sturges)
- 1951 - St. Benny the Dip (Edgar G. Ulmer)
- 1961 - Blast of Silence (Allen Baron)
- 1965 - The Loved One (Tony Richardson)
- 1966 - Promise Her Anything (Arthur Hiller)
- 1966 - Cul-de-sac (Roman Polanski)
- 1968 - Sette volte sette (Michele Lupo)
- 1968 - A Dandy in Aspic (Anthony Mann)
- 1968 - Al di là della legge  (Giorgio Stegani)
- 1968 - Gates to Paradise (Andrzej Wajda)
- 1968 - Once Upon a Time in the West (Sergio Leone)
- 1969 - Infanzia, vocazione e prime esperienze di Giacomo Casanova, veneziano (Luigi Comencini)
- 1969 - Zenabel (Ruggero Deodato)
- 1969 - Halleluja voor een paar vuisten (Giuseppe Colizzi)
- 1971 - Per grazia ricevuta (Nino Manfredi)
- 1971 - Siamo tutti in libertà provvisoria (Manlio Scarpelli)
- 1971 - Stanza 17-17 palazzo delle tasse, ufficio imposte (Michele Lupo)
- 1972 - The Eroticist (All'onorevole piacciono le donne) (Lucio Fulci)
- 1972 - Don Camillo e i giovani d'oggi (Mario Camerini)
- 1972 - Sting of the West (Tedeum) (Enzo G. Castellari)
- 1972 - Le avventure di Pinocchio) (Luigi Comencini) (televisieserie)
- 1973 - Mordi e fuggi (Dino Risi)
- 1973 - The Black Hand (La mano nera) (Antonio Racioppi)
- 1973 - Paolo il caldo (Marco Vicario)
- 1974 - Innocenza e turbamento (Massimo Dallamano)
- 1974 - La via dei babbuini (Luigi Magni)
- 1975 - Giubbe rosse (Joe D'Amato)
- 1975 - Ah sì? E io lo dico a Zzzzorro!  (Franco Lo Cascio)
- 1975 - La novizia (Giuliani Biagetti)
- 1975 - The Black Bird (David Giler)
- 1976 - The Cassandra Crossing (George P. Cosmatos)
- 1977 - New York, New York (Martin Scorsese)
- 1979 - 1941 (Steven Spielberg)
- 1980 - The Rip-Off (Controrapina) (Antonio Margheriti)
- 1986 - The Transformers: The Movie (Neldon Shin)
- 1989 - Wicked Stepmother (Larry Cohen)
- 1989 - Cookie (Susan Seidelman)
- 1994 - The Last Good Time (Bob Balaban)

- Bibsys: 4084465
- Biblioteca Nacional de España: XX1492502
- Bibliothèque nationale de France: cb140441583 (data)
- Gemeinsame Normdatei: 172678323
- International Standard Name Identifier: 0000 0001 1055 2907
- Library of Congress Control Number: n80014637
- Nationale bibliotheek van Australië: 36000527
- Nationale Bibliotheek van Israël: 987007342240005171
- SNAC: w6dv3n5d
- Système universitaire de documentation: 05865917X
- Trove: 1179412
- Virtual International Authority File: 37117926
- WorldCat: E39PBJbCHcvyc68KDWRr3P8Qv3